# Тарасово (городской округ Клин)
Тара́сово — деревня в Клинском районе Московской области России.
Относится к сельскому поселению Петровское, до муниципальной реформы 2006 года относилась к Елгозинскому сельскому округу. Население — 4 чел. (2010).

## Население
| 1852 | 1859 | 1890 | 1926 | 2002 | 2006 | 2010 |
| ---- | ---- | ---- | ---- | ---- | ---- | ---- |
| 340  | ↘252 | ↗346 | ↘208 | ↘3   | →3   | ↗4   |

## Расположение
Находится на автодороге Р107 Клин — Лотошино, примерно в 28 км к юго-западу от города Клина. Ближайшие населённые пункты — деревни Милухино и Княгинино. Связана автобусным сообщением с районным центром. Рядом протекает небольшая река Судниковка (бассейн Иваньковского водохранилища).

## Исторические сведения
В «Списке населённых мест» 1862 года Тарасова — казённая деревня 1-го стана Клинского уезда Московской губернии по Волоколамскому тракту, в 32 верстах от уездного города, при колодцах, с 37 дворами и 252 жителями (132 мужчины, 120 женщин).
По данным на 1890 год входила в состав Петровской волости Клинского уезда, число душ составляло 346 человек.
В 1913 году — 49 дворов.
По материалам Всесоюзной переписи населения 1926 года — деревня Тарховского сельсовета Петровской волости, проживало 208 жителей (87 мужчин, 121 женщина), насчитывалось 44 хозяйства, среди которых 41 крестьянское.
С 1929 года — населённый пункт в составе Клинского района Московской области.